# آرساک (رستوران)
آرساک (اسپانیایی: Arzak‎) رستورانی در سان سباستیان اسپانیاست که بر آشپزی نوین باسکی متمرکز است.

## جایزه‌ها
- ۱۹۸۹–اکنون، سه ستارهٔ میشلن [۲]
- ۲۰۰۳–اکنون، یکی از ۵۰ رستوران برتر جهان به انتخاب مجلهٔ رستوران
- ۲۰۱۳  هشتمین  ۵۰ رستوران برتر جهان[۳]